# Филиал МГУ имени М. В. Ломоносова в Севастополе
Филиал Московского государственного университета имени М. В. Ломоносова в Севастополе — единственный на территории Крыма филиал старейшего российского вуза, на момент основания в 1999 году — первый зарубежный филиал МГУ. До 2008 года назывался Черноморским филиалом МГУ. В настоящее время в филиале обучается более 800 студентов.

## История
Черноморский филиал МГУ имени М. В. Ломоносова был основан 29 марта 1999 года по инициативе мэра Москвы Ю. М. Лужкова и ректора МГУ В. А. Садовничего на основании решения Ученого совета МГУ. Это решение было согласовано с правительствами России и Украины. Финансовую и организационную поддержку в создании филиала оказало правительство Москвы. Реставрацию Лазаревских казарм и строительство новых зданий филиала осуществило строительное управление Черноморского флота РФ.
В июле 1999 года состоялся первый набор студентов филиала. К тому моменту реконструкция учебного корпуса ещё не была завершена, поэтому вступительные экзамены проходили в средней школе № 8 Министерства обороны РФ в Севастополе, а зачисленные студенты первый учебный год провели в головном вузе в Москве.
1 сентября 2000 года состоялось официальное открытие Черноморского филиала МГУ в здании бывших Лазаревских казарм на мысе Лазарева. В первый год в нём обучались около 120 человек — первокурсники и вернувшиеся из Москвы студенты первого набора. К следующему учебному году в филиале были построены общежитие, столовая и дом культуры, а три года спустя открылся лабораторный корпус. 26 февраля 2007 года в присутствии Юрия Лужкова и Виктора Садовничего состоялось открытие многофункционального спорткомплекса Черноморского филиала. В его состав вошли 50-метровый бассейн олимпийского класса, универсальный зал для проведения соревнований по мини-футболу и волейболу, баскетбольная площадка, массажные кабинеты, тренажерный зал. Общая площадь спорткомплекса — 8,7 тысяч м².
В первые годы работы филиала большинство учебных курсов вели профессора, доценты и преподаватели Московского университета. При этом практиковался так называемый вахтовый метод: московские преподаватели за краткий период вычитывали курс лекций, после чего принимали экзамен или зачёт. В дальнейшем в филиале увеличивалось число специалистов из вузов и научных центров Крыма, а после первого полноценного выпуска в 2005 году к преподавательской деятельности стали привлекаться и выпускники филиала. К десятилетию севастопольского филиала московских и местных преподавателей стало приблизительно поровну. Научное руководство при написании курсовых и дипломных работ на большинстве кафедр осуществляют преподаватели МГУ. На некоторых факультетах предусмотрены научная практика и стажировка студентов в головном вузе.
С 2000 года в филиале действует Студенческий союз.
В соответствии с постановлением российского правительства № 223 от 28 марта 2008 года и приказом ректора Московского университета № 418 от 3 июня 2008 года Черноморский филиал был переименован в Филиал Московского государственного университета имени М. В. Ломоносова в городе Севастополе.
Организационные особенности филиала привели к тому, что после аннексии Крыма Российской Федерацией статус ВУЗа не изменился.

### Лазаревские казармы
Филиал МГУ в Севастополе располагается на территории Лазаревских казарм на Корабельной стороне города. Два из четырёх зданий филиала — главный и лабораторный корпуса — являются одними из самых старых построек Севастополя, сохранившихся до наших дней. Они были возведены в 1840-е годы под руководством адмирала М. П. Лазарева (1788—1851), который с 1834 по 1851 годы руководил Черноморским флотом и был военным губернатором Николаева и Севастополя.
По инициативе адмирала Лазарева в Севастополе были построены здание первой в городе библиотеки, храм Святых Апостолов Петра и Павла, Графская пристань, заложены Мичманский и Исторический бульвары, установлен первый в городе памятник — командиру брига «Меркурий» капитан-лейтенанту А. И. Казарскому. В 1843 году по приказу Лазарева на берегу Южной бухты началось строительство девяти трехэтажных корпусов для корабельных экипажей, где в комфортных условиях одновременно могли размещаться 6 тысяч моряков.
В 1901 году в зданиях Лазаревских казарм был открыт учебный отряд Черноморского флота. Спустя 30 лет состоялся первый набор в разместившееся в казармах Военно-морское училище береговой обороны имени Ленинского комсомола. После Великой Отечественной войны, в ходе которой зданиям казарм был нанесен значительный урон, училище передислоцировали в Ригу.
В конце 1990-х годов северный корпус Лазаревских казарм был отреставрирован специально для Черноморского филиала МГУ. Позже, в 2002—2004 годах, было восстановлено соседнее здание, в котором разместился лабораторный корпус.
В 1867 году перед зданием, в котором ныне размещается главный корпус филиала, был открыт памятник адмиралу Лазареву (скульптор — Н. С. Пименов). В 1928 году монумент был разрушен большевиками. В 2000 году на его месте установили закладной камень в честь будущего возрождения монумента. Во время торжественных мероприятий в филиале к закладному камню возлагаются цветы и венки.

### Оценки роли филиала
Н. В. Багров в 2002 году оценил создание филиала как «брешь» в украинском доме.

## Факультеты и кафедры
В севастопольском филиале действуют пять факультетов и 14 кафедр.
- Факультет прикладной математики и информатики
  - Кафедра прикладной математики
  - Кафедра программирования
- Факультет естественных наук
  - Кафедра географии океана
  - Кафедра геоэкологии и природопользования
  - Кафедра социальной экологии и туризма
  - Кафедра физики и геофизики
- Историко-филологический факультет
  - Кафедра истории и международных отношений
  - Кафедра русского языка и литературы
  - Кафедра журналистики
- Психологический факультет
  - Кафедра психологии
- Факультет экономики и управления
  - Кафедра экономики
  - Кафедра управления
- Кафедра иностранных языков
- Кафедра физического воспитания

## Инфраструктура
К настоящему моменту филиал МГУ в Севастополе располагает следующими объектами:
- главный (учебный) корпус;
- лабораторный корпус;
- общежитие для студентов и преподавателей на 200 человек;
- дом культуры со зрительным залом на 300 мест;
- двухэтажная столовая;
- универсальный спортивный комплекс.

## Директора
- 1999—2003 — В. А. Трифонов
- 2004—2005 — А. В. Кезин
- 2005—2011 — В. А. Трифонов
- 2012—2015 — М. Э. Соколов
- 2015—2019 — И. С. Кусов
- с 2019 — О. А. Шпырко

## Научная жизнь
С 2001 года в филиале МГУ проводятся научная конференция «Ломоносовские чтения» и международная научная конференция студентов, аспирантов и молодых ученых «Ломоносов». Они охватывают все научные направления, развиваемые в филиале. В рамках работы конференций проводятся пленарные и секционные заседания, проходят круглые столы по актуальным научным проблемам. Материалы конференций публикуются в специальном сборнике.
С 2002 года на базе филиала проходит международная научная конференция ученых гуманитарных специальностей «Лазаревские чтения», на которой обсуждаются проблемы истории, политологии, экономики и языкознания стран Причерноморья.